# پیتر مانکوچ
پیتر مانکوچ (به انگلیسی: Peter Mankoč) (زادهٔ ۴ ژوئیهٔ ۱۹۷۸) شناگر اهل اسلوونی است.